# Piz Popena
Der Piz Popena ist ein 3152 m s.l.m. hoher Berg in den Dolomiten in der italienischen Provinz Belluno. Neben dem Monte Cristallo und der Cima di Mezzo ist er einer der drei großen Gipfel der Cristallogruppe und wurde ursprünglich für deren höchste Erhebung gehalten.

## Lage und Umgebung
Der Piz Popena erhebt sich als isolierte Felspyramide in der südöstlichen Cristallogruppe. Vom Hauptgipfel (Monte Cristallo) ist er durch die über 300 Meter eingeschnittene Forcella del Cristallo (2808 m) getrennt, die südlich in die Grava de Cerigeres ausläuft. Nördlich des Berges erstreckt sich das Circo del Cristallo mit den mittlerweile fast verschwundenen Gletscherresten des Ghiacciaio del Cristallo und dem kleineren Ghiacciaio de Popena. Nordöstlich zieht der Grat über die Punta Michele (2898 m) zum Cristallino di Misurina. Parallel dazu verläuft das Val Popena alta mit dem Rio Popena, der den Gebirgsstock zum Dürrensee hin entwässert. Auf der anderen Seite dieses Hochtals sind dem Piz Popena die Pale di Misurina (2300 m) und der Monte Popena, ein beliebter Kletterberg, vorgelagert. Auf jenem Kamm  liegt auch die Ruine des im Ersten Weltkrieg zerstörten Rifugio Popena.

## Alpinismus

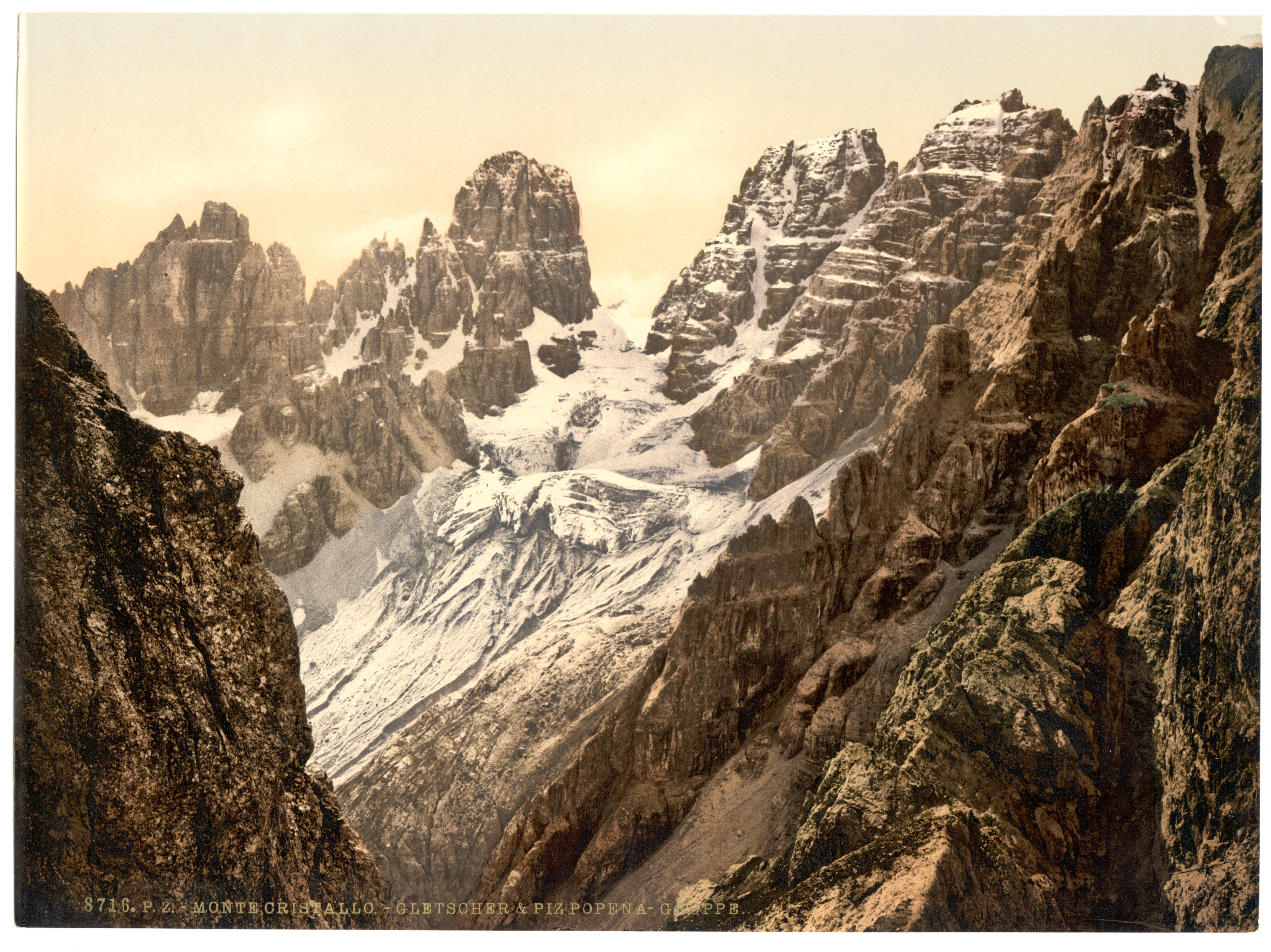
Piz Popena (Mitte) und Monte Cristallo von Norden, in der Bildmitte der Cristallo-Gletscher (1890er)

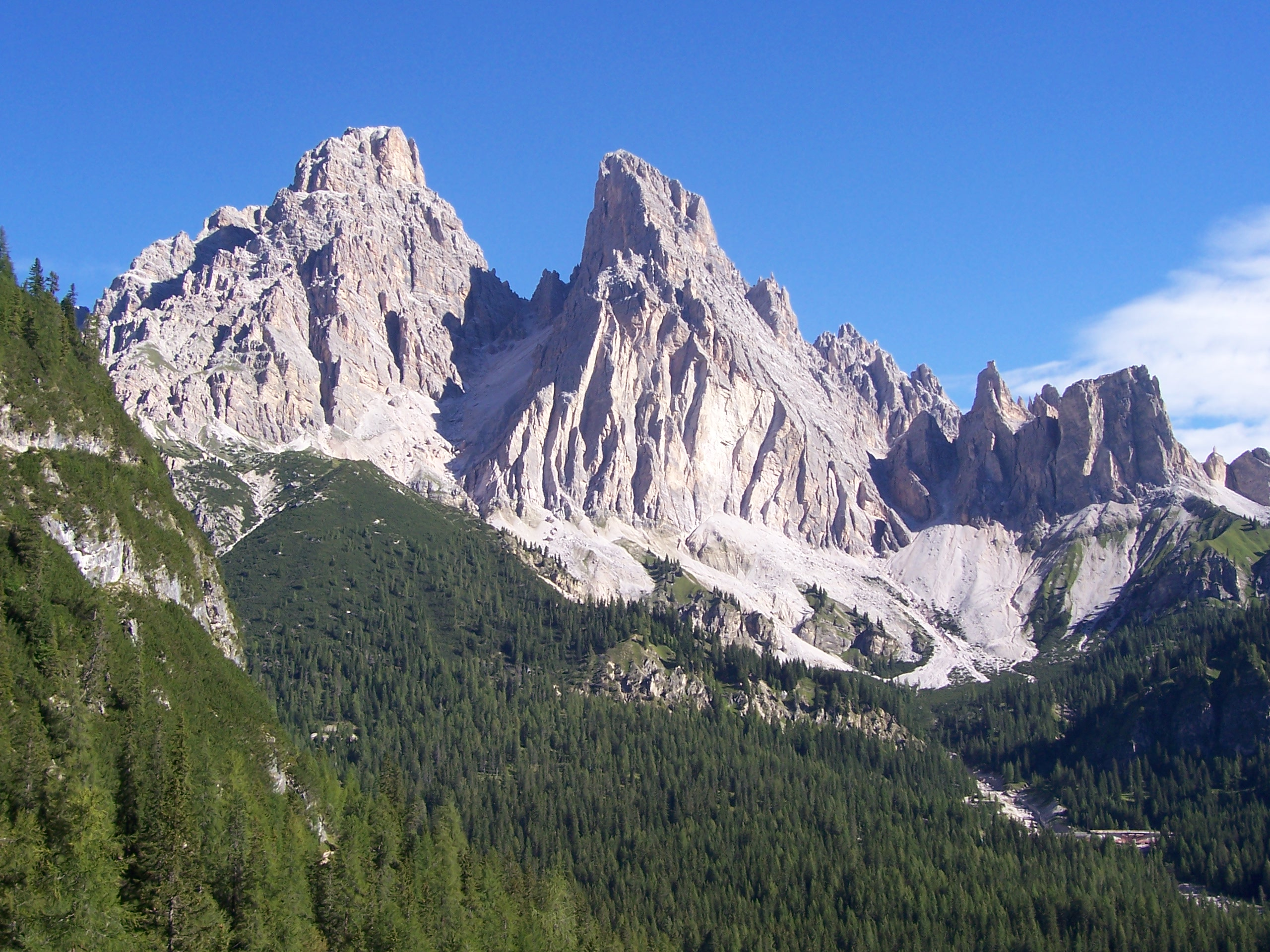
Monte Cristallo und Piz Popena von Süden, dazwischen die Forcella del Cristallo mit der Grava de Cerigeres

Der Piz Popena wurde erstmals am 16. Juni 1870 durch den Engländer Edward R. Whitwell mit dem Schweizer Christian Lauener und dem einheimischen Bergführer Santo Siorpaes bestiegen. Der deutsche Geograph Gottfried Merzbacher sprach später im Zusammenhang mit dem Berg vom „seiner Unzugänglichkeit wegen verrufenen Gipfel“.
Bei der ersten Landaufnahme wurde der Popena mit 3260 m vermessen und um fast 30 Meter höher als der Cristallo-Hauptgipfel eingeschätzt. Der bekannte Alpinist Paul Grohmann bezweifelte 1877 in seinem Werk Wanderungen in den Dolomiten den Wert in der Specialkarte mit der Erkenntnis, man könne vom „Scheitel des Monte Cristallo aus den Blick über die Kuppe des Piz Popena hinwegstreifen“ lassen. Er kam zum Schluss, die beiden Kartenwerte könnten vertauscht worden sein. Merzbacher schloss sich dieser Meinung an und stellte per Augenmaß einen Höhenunterschied von 25 bis 30 Metern zugunsten des Hauptgipfels fest – tatsächlich ist der Monte Cristallo 69 Meter höher. Die erste einigermaßen genaue Messung gelang 1886 W. Eckerth, der mithilfe seines Aneroids eine Höhe von 3150 m postulierte.
Die heute noch beliebte Via Inglese  über den Südgrat (UIAA-Grad IV) wurde am 4. August 1898 durch die Briten J. S. Phillimore und A. G. S. Raynor mit den Führern Antonio Dimai, Michael Innerkofler jr. und Zaccaria Pompanin erschlossen. Die Winter-Erstbegehung des Berges gelang 1932 Emilio Comici.
1981 bargen einige Mitglieder der CAI-Sektion Cortina ein historisches Gipfelbuch aus dem Jahr 1910, in dem sich unter anderem illustre Namen wie Angelo Dibona, Emilio Comici oder Ettore Castiglioni eingetragen haben. Das nur zum Teil erhaltene Büchlein ist mittlerweile im Sektionsarchiv in Cortina zu finden.

## Aufstieg
Eine Besteigung des Piz Popena ist nicht nur technisch anspruchsvoll (zumindest III), sondern vor allem konditionell fordernd. Von den beliebtesten Ausgangspunkten Passo Tre Croci bzw. Misurina ist mit insgesamt rund 10 Stunden zu rechnen, außerdem müssen jeweils über 1300 Höhenmeter überwunden werden. Altschneereste und steile Schneerinnen sind keine Seltenheit und erfordern die Mitnahme von Steigeisen. Auf der SAC-Hochtourenskala ist die Tour mit ZS- (ziemlich schwierig) bewertet. Stützpunkte auf dem Weg gibt es nicht.